# Dendrobium dielsianum
Dendrobium dielsianum är en orkidéart som beskrevs av Rudolf Schlechter. Dendrobium dielsianum ingår i släktet Dendrobium, och familjen orkidéer. Inga underarter finns listade i Catalogue of Life.